# Leuna
Leuna (pronunciación en alemán: /ˈlɔɪ̯na/ⓘ) es una ciudad en el distrito Saalekreis, en Sajonia-Anhalt, Alemania oriental. Es un centro de la industria química sintética alemana. En 1960, la ciudad tenía una población de cerca de 10 000 habitantes, pero las malas condiciones de vida, incluida la contaminación causada por las industrias cercanas, han originado una importante emigración. 
La fábrica de Leuna, cerca de Merseburg, es una de las mayores plantas de la industria química pesada de Alemania y produce una gama muy amplia de productos, principalmente sobre la base de hidrógeno o hidrógeno y monóxido de carbono. Sus principales productos son el amoníaco, gasolina sintética derivada de la hidrogenación del carbón y alcoholes sintéticos a partir de hidrógeno y monóxido de carbono.

## Galería

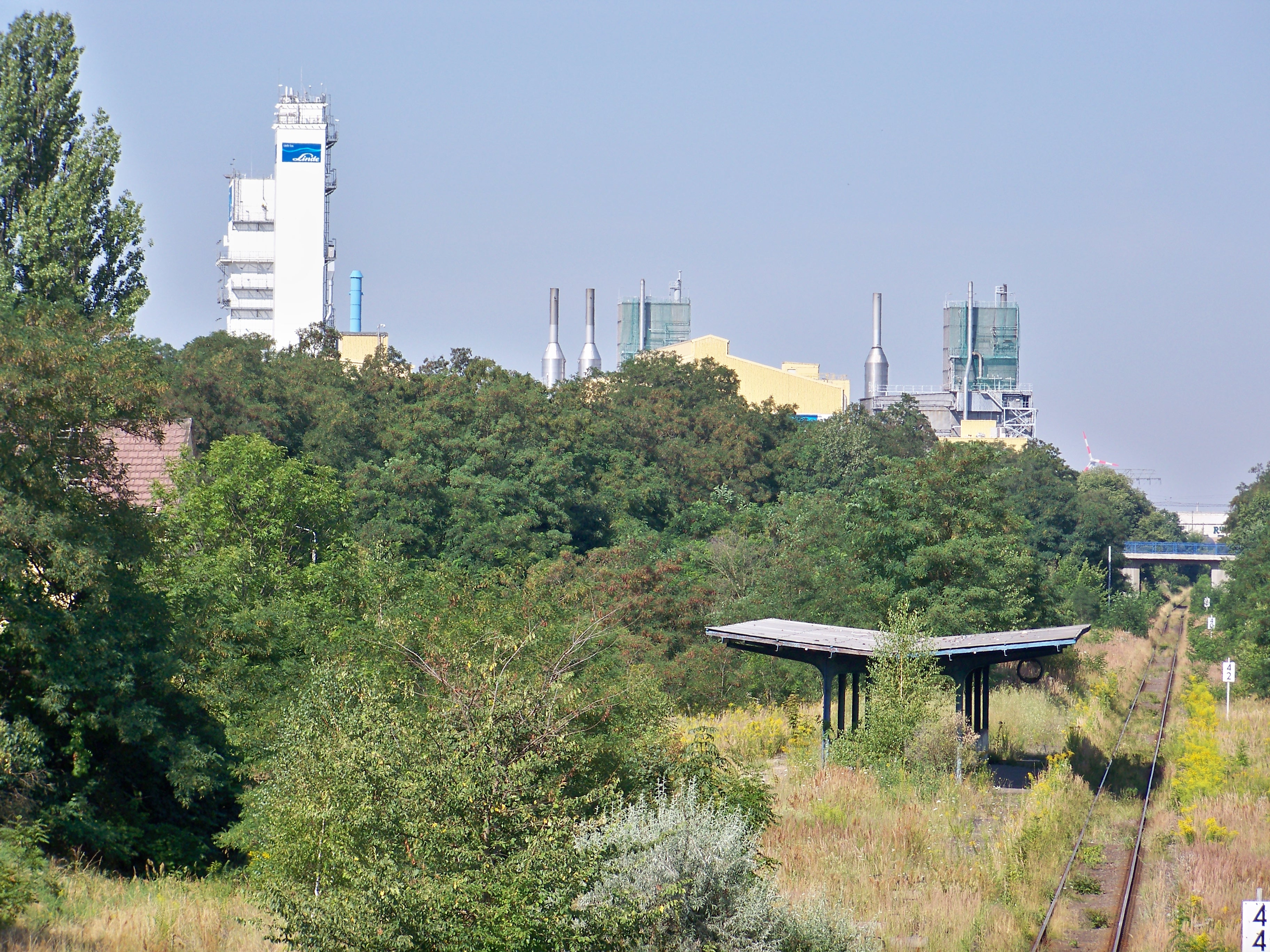
Vistas a la antigua estación y la industria Leuna Werke
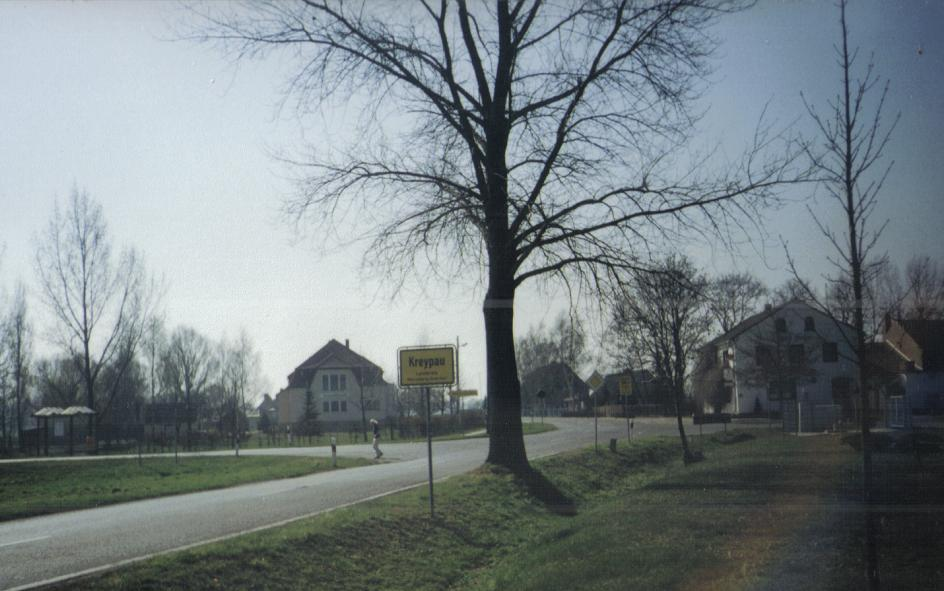
Vistas al municipio independiente Kreypau
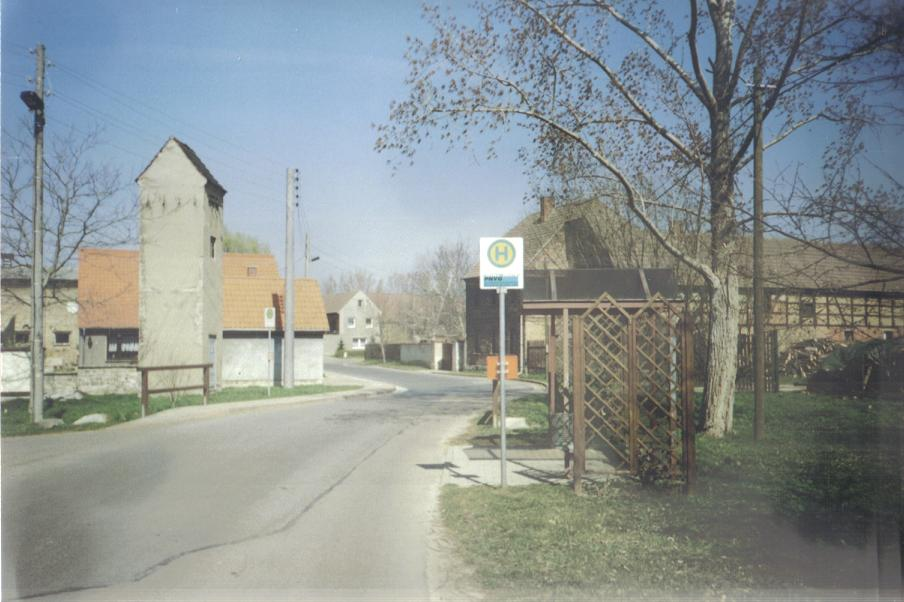
Vistas a la aldea Wüsteneutzsch

- Datos: Q505191
- Multimedia: Leuna / Q505191

1. ↑  Worldpostalcodes.org, código postal n.º 06237.